# Gaigirgordub
Gaigirgordub (hasta el 1 de julio de 2016, El Porvenir) es la capital de la comarca indígena de Guna Yala, ubicada al noreste de Panamá. Se ubica al noroeste de la comarca, en la isla del mismo nombre, ubicado al este de la península de San Blas. Su nombre proviene del idioma guna y cuya traducción significa en español «jardín de flores».

## Historia

### Fundación

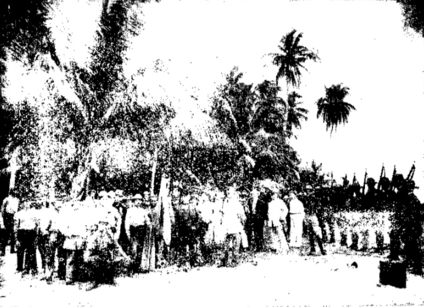
Fundación de Gaigirgordub (entonces El Porvenir) por el presidente Belisario Porras.

La isla donde actualmente se encuentra Gaigirgordub fue conocida como Isla Perdón hasta los primeros años del siglo XX. El actual poblado fue fundado el 23 de mayo de 1915, siendo designado como sede administrativa de la comarca con el nombre de El Porvenir, luego de una petición del cacique Simral Colman al presidente Belisario Porras y se fundó la intendencia que sería la sede del gobierno panameño en Guna Yala.

### Cambio de nombre

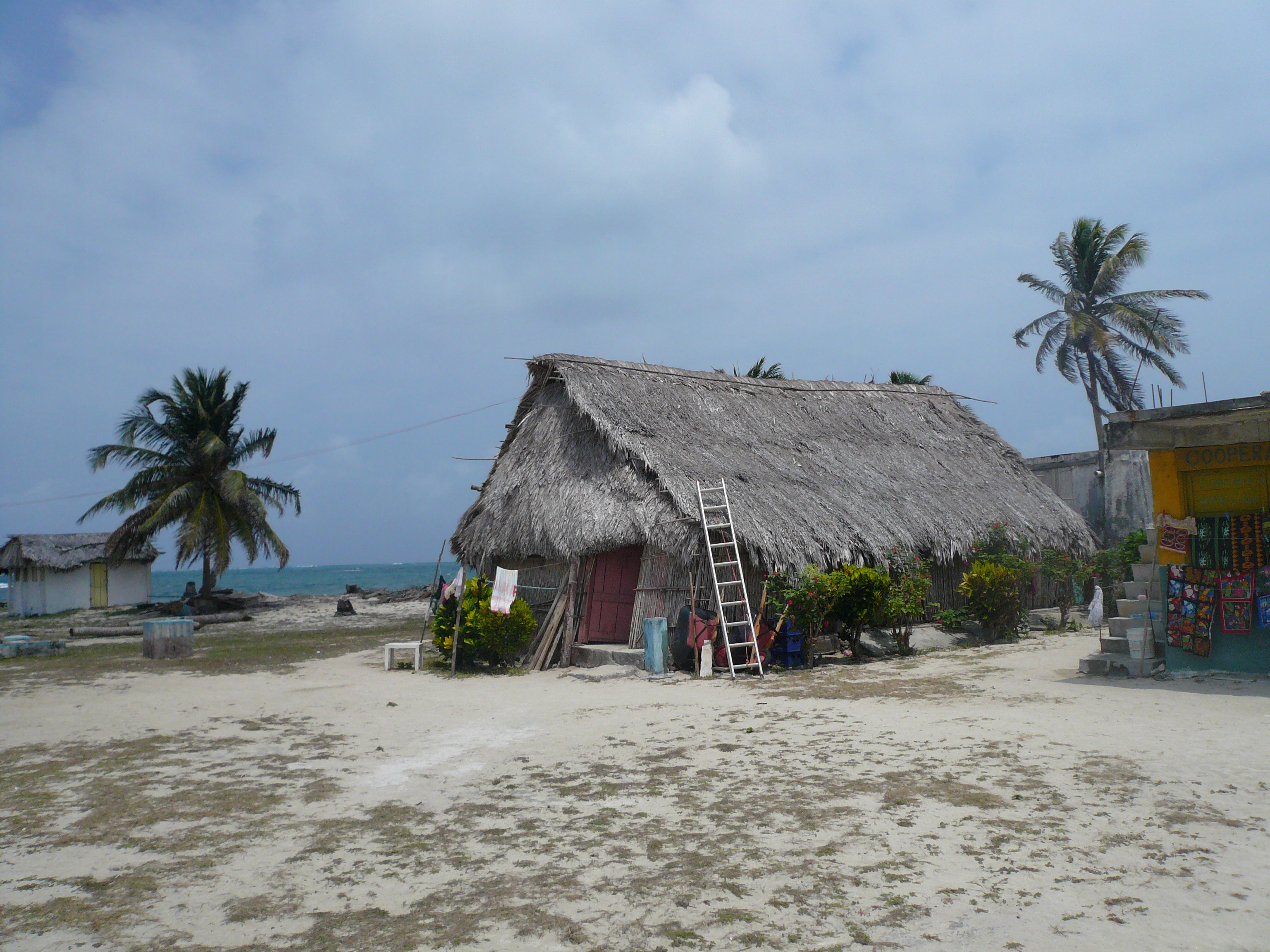
Choza en Gaigirgordub.

El 1 de julio de 2016, el gobierno panameño a través de la Ley 32 lo renombró a Gaigirgordub, como una forma de recuperación de su denominación autóctona.